# NHA 1913/14
Die Saison 1913/14 war die fünfte reguläre Saison der National Hockey Association (NHA). Meister wurden die Quebec Bulldogs.

## Teamänderungen
Folgende Änderungen wurden vor Beginn der Saison vorgenommen:
- Die Toronto Tecumsehs änderten ihren Namen in Toronto Ontarios.

## Modus
In der Regulären Saison absolvierten die sechs Mannschaften jeweils 20 Spiele. Die beiden Erstplatzierten bestritten zwei Playoffspiele gegeneinander, wobei die Mannschaft mit dem besseren Torverhältnis aus beiden Spielen Meister wurde. Für einen Sieg erhielt jede Mannschaft zwei Punkte, bei einem Unentschieden einen Punkt und bei einer Niederlage null Punkte.

## Saisonverlauf
Die Canadiens de Montréal und die Toronto Blueshirts lierferten sich von Anfang an ein Kopf-an-Kopf-Rennen um den ersten Platz der regulären Saison, wobei beide Mannschaften schließlich 26 Punkte erreichten. Anschließend führte man erstmals eine Playoff-Entscheidung zwischen den beiden Erstplatzierten durch. Zwar konnten die Canadiens mit einem 2:0-Heimsieg vorlegen, jedoch unterlagen sie in Toronto im Rückspiel deutlich mit 0:6, woraufhin die Blueshirts erstmals den NHA-Meistertitel erreichten.

## Reguläre Saison

### Tabelle
Abkürzungen: GP = Spiele, W = Siege, L = Niederlagen, T = Unentschieden, GF = Erzielte Tore, GA = Gegentore, Pts = Punkte
|                       | GP | W  | L  | T | GF  | GA  | Pts |
| --------------------- | -- | -- | -- | - | --- | --- | --- |
| Canadiens de Montréal | 20 | 13 | 7  | 0 | 85  | 65  | 26  |
| Toronto Blueshirts    | 20 | 13 | 7  | 0 | 93  | 65  | 26  |
| Quebec Bulldogs       | 20 | 12 | 8  | 0 | 111 | 73  | 24  |
| Ottawa Senators       | 20 | 11 | 9  | 0 | 65  | 71  | 22  |
| Montreal Wanderers    | 20 | 7  | 13 | 0 | 102 | 125 | 14  |
| Toronto Ontarios      | 20 | 4  | 16 | 0 | 61  | 118 | 8   |

## Playoffs
- Canadiens de Montréal – Toronto Blueshirts 2:6 (2:0, 0:6)

## Stanley Cup Challenge

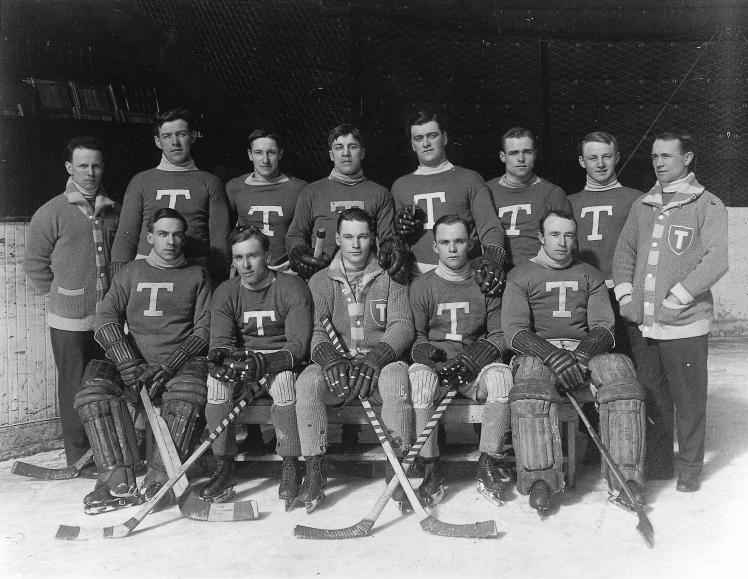
Die Toronto Blueshirts, Stanley-Cup-Sieger 1914

In den Entscheidungsspielen um den Stanley Cup konnten sich die Toronto Blueshirts mit 3:0 Siegen gegen die Victoria Aristocrats aus der Pacific Coast Hockey Association durchsetzen und ihren Titel verteidigen.